# Charlotte Blake
Pour les articles homonymes, voir Blake.
Charlotte Blake est une pianiste et compositrice américaine de musique ragtime.
Elle fut une des nombreuses femmes à avoir travaillé ce genre, avec May Aufderheide entre autres. Elle composa une quarantaine de morceaux, dont beaucoup de rags, valses et marches. Sa pièce la plus célèbre est "Poker Rag", et fut publiée en 1909. Charlotte Blake mourut en 1979, à l'âge de 94 ans en Californie.

## Liste des œuvres
- 1903 : King Cupid - March Two-Step Characteristic The Gravel Rag (1908)Poker Rag (1909)The Wish Bone (1909)

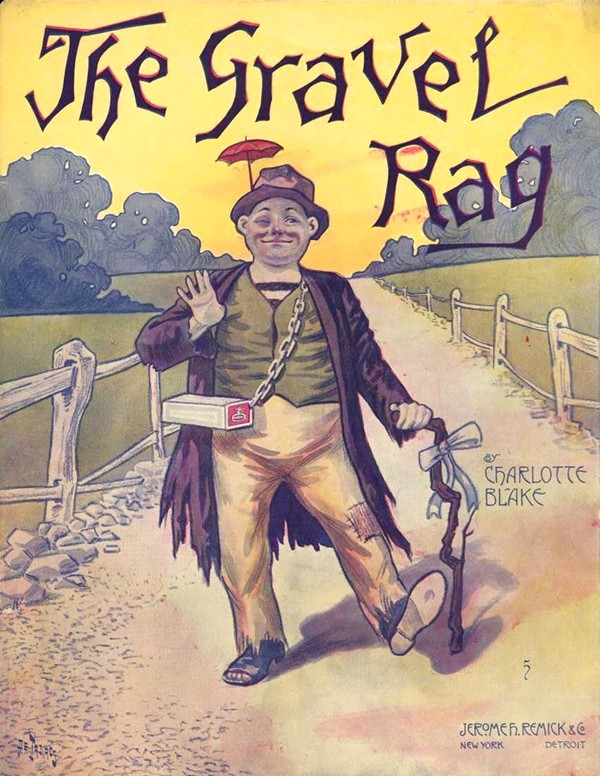
The Gravel Rag (1908)

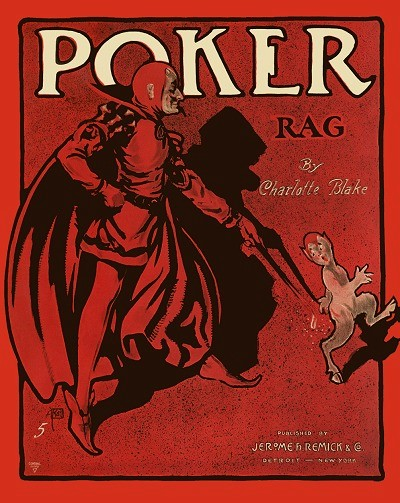
Poker Rag (1909)

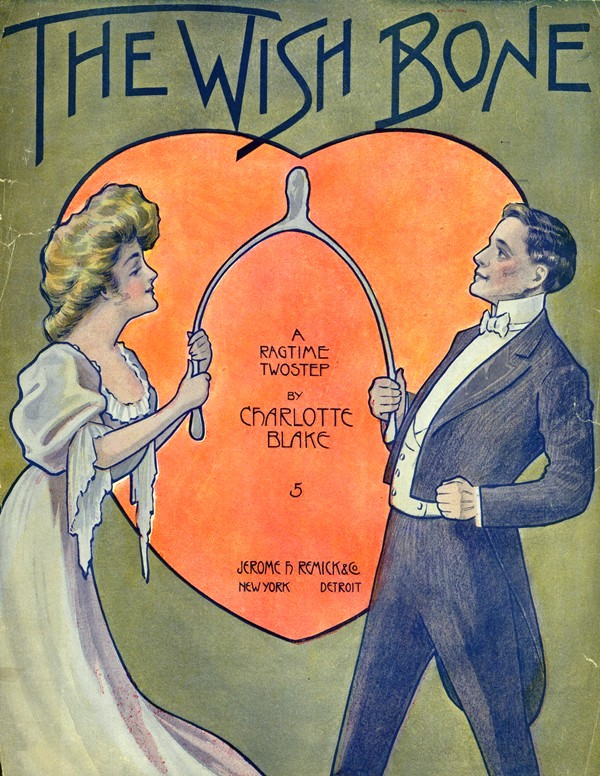
The Wish Bone (1909)

- 1904 : The Missouri Mule March (No Kick Coming)
- 1905 : Dainty Dames - A Novelette
- 1905 : The Mascot - March Two Step
- 1905 : My Lady Laughter - Waltzes
- 1906 : Love Is King - Waltzes
- 1906 : Could You Read My Heart? [avec Arthur Gillespie]
- 1907 : A Night, A Girl, A Moon
- 1907 : Curly - March Two Step
- 1907 : Orchids - Novelette Three Step
- 1907 : Hip Hip Hurrah - March Two Step
- 1907 : Jubilee - March
- 1907 : The Last Kiss - Waltzes
- 1907 : I Wonder If It's You? [avec Vincent Bryan]
- 1907 : Boogie Man, A Creep Mouse Tune
- 1907 : So Near and Yet so Far [avec Arthur Gillespie]
- 1908 : Love Tree - Waltzes
- 1908 : The Gravel Rag
- 1908 : In Mem'ry of You [avec Arthur Gillespie]
- 1909 : Poker Rag
- 1909 : Honey When It's Sunny [avec Arthur Gillespie et Collin Davis]
- 1909 : It Makes A Lot of Difference When You Are With The Girl You Love [ave Arthur Gillespie et Harold Ward]
- 1909 : Yankee Kid - March and Two Step
- 1909 : The Wish Bone - A Ragtime Two Step
- 1909 : Lily Eyes - Valse Poetique
- 1910 : Honey Bug (I Am Not to Blame) [avec Earle Clinton Jones]
- 1910 : Spoonlight [avec Earle Clinton Jones]
- 1910 : Tenderfoot [avec Earle Clinton Jones]
- 1910 : Bridal Veil - Waltzes
- 1910 : You're a Classy Lassie [avec Earle Clinton Jones]
- 1910 : Love Ain't Likin', Likin' Ain't Love [avec Earle Clinton Jones]
- 1910 : Meet Me Half Way
- 1910 : Miss Coquette
- 1910 : Love's Dream of You [avec Earle Clinton Jones]
- 1910 : Roses Remind Me of You [avec Earle Clinton Jones]
- 1911 : The Road to Loveland [avec Earle Clinton Jones et Charles N. Daniels]
- 1911 : I Don't Need the Moonlight to Make Love to You [avec Francis X. Conlan]
- 1911 : That Tired Rag
- 1911 : The Harbor of Love [avec Earle Clinton Jones]
- 1913 : Queen of the Roses
- 1913 : Land of Beautiful Dreams [avec Maurice E. Marke]
- 1915 : Rose of the World [avec Richard W. Pascoe]